# 北村暢
北村 暢（きたむら みつる、1915年4月22日 - 1995年2月3日）は、日本の政治家。参議院議員（3期）。

## 来歴
北海道出身。旧制北海中学校を経て、1938年（昭和13年）北海道帝国大学農学部卒。大学卒業後、北海道庁に入庁。林野庁旭川営林局本庁を経て、1951年（昭和26年）全農林労働組合中央執行委員長に就任。1956年（昭和31年）、第4回参議院議員通常選挙全国区に日本社会党から出馬し当選、以後3期務めた。社会党内では左派に属した。1963年（昭和38年）参議院建設委員会委員長、1970年（昭和45年）参議院災害対策特別委員長を歴任した。引退後は、全国高齢者退職者連絡協議会会長などを務める。
1985年（昭和60年）勲二等瑞宝章受章（勲六等からの昇叙）。1995年2月3日午前8時17分、心筋梗塞のため東京都三鷹市の病院で死去、79歳。葬儀と告別式は同月5日午前11時から武蔵野市の寺院で行われ喪主は長男が務めた。死没日をもって正四位に叙される。